# Лай Жуньмин
Лай Жуньми́н (кит. упр. 赖润明, пиньинь Lài Rùnmíng, р.5 мая 1963) — китайский тяжелоатлет, призёр олимпийских игр.

## Биография
Лай Жуньмин родился в 1963 году в уезде Дунгуань провинции Гуандун. В 1982 году завоевал серебряную медаль чемпионата мира среди юниоров, в 1984 — серебряную медаль Олимпийских игр в Лос-Анджелесе, в 1986 — золотую медаль Азиатских игр в Пусане.